# Artère ciliaire antérieure
Les artères ciliaires antérieures (ou artères petites iriennes de Chaussier) sont sept petites artères dans chaque orbite qui irriguent la conjonctive, la sclérotique.

## Origine
Les artères ciliaires antérieures naissent des artères musculaires de l'artère ophtalmique.

## Trajet
Les artères ciliaires antérieures partent vers l'avant du globe oculaire en compagnie des muscles oculomoteurs. Ils forment une zone vasculaire sous la conjonctive, puis traversent la sclère à une courte distance de la cornée et se terminent dans le grand cercle artériel de l'iris.